# Mercedes-Benz W 201
Der W 201 ist der erste Mercedes-Benz der Mittelklasse und Vorläufer der C-Klasse. Er zielte vor allem auf die Käuferschicht des erfolgreichen BMW 3er ab.
Der W 201 wurde immer als Mercedes-Benz 190 vermarktet, unabhängig vom Hubraum des Motors. Mercedes-Benz stellte ihn am 8. Dezember 1982 vor und produzierte bis August 1993 mehr als 1,8 Millionen Stück. Damit zählt er zu den erfolgreichsten Modellen von Mercedes-Benz.

## Modellgeschichte

### Entwicklung

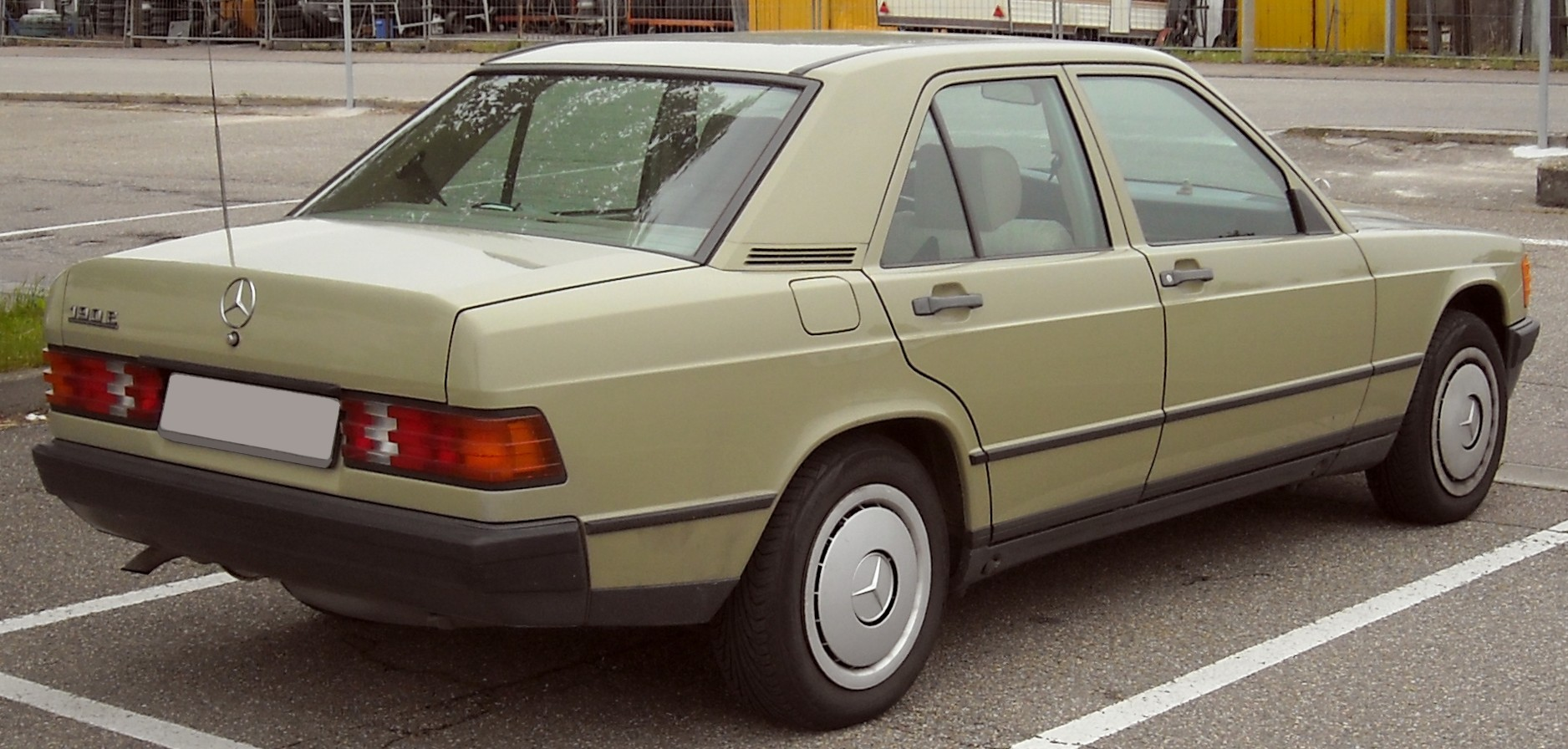
Heckansicht

Mit dem Mercedes-Benz W 201 wurde eine neue Fahrzeugbaureihe eingeführt. Eine strömungsgünstige und vergleichsweise schlichte und schmucklose Karosserie steht für den damals neuen Stil. Er ist der erste Mercedes-PKW mit der Raumlenker-Hinterachse. Der neuentwickelte Dieselmotor OM 601 wurde im W 201 erstmals verbaut und erhielt eine motorferne Kapselung des Motorraums. Der W 201 wurde über zehn Jahre lang produziert und sollte vor allem mit dem BMW 3er konkurrieren, der in den USA hohe Absatzzahlen erreichte.
Erste Versuche zu einem Mercedes-Modell unterhalb der Mittelklasse begannen 1974. Auf Basis verkürzter /8-Aggregateträger begann man, Parameter zur Lastenheft-Definition zusammenzutragen. Das Unternehmen begann 1976 mit ersten Designstudien, 1978 wurden die Designmodelle erarbeitet, die Form konnte somit am 6. März 1979 festgelegt werden. Erste Prototypen wurden Anfang 1980 getestet, die Pilotproduktion begann rund zwei Jahre später im Februar 1982. Für die Erforschung und Entwicklung des W 201 von Januar 1974 bis Januar 1982 wandte Mercedes-Benz rund 2,3 Mrd. D-Mark auf.
Die im Markt als Mercedes-Benz 190 bezeichnete Baureihe wurde am 8. Dezember 1982 der Presse vorgestellt und am 9. Dezember 1982 am Markt eingeführt. Der W 201 wurde ab September 1983 als Rechtslenker für den britischen Markt vermarktet. Der Verkauf des neuen Modells verlief anfangs enttäuschend. Der W 201 war bei der Einführung teurer als die höher positionierte Mittelklasse-Limousine W 123. Bei dessen Nachfolger W 124 orientierte sich Mercedes konzeptionell stark am W 201.
Durch den sukzessiven Ausbau der Modellpalette (1983 folgten der 190 Diesel und das Sportmodell 190 E 2.3-16) erfreute sich das neue Modell jedoch schnell einer großen Beliebtheit, sodass Lieferfristen von einigen Monaten üblich wurden.

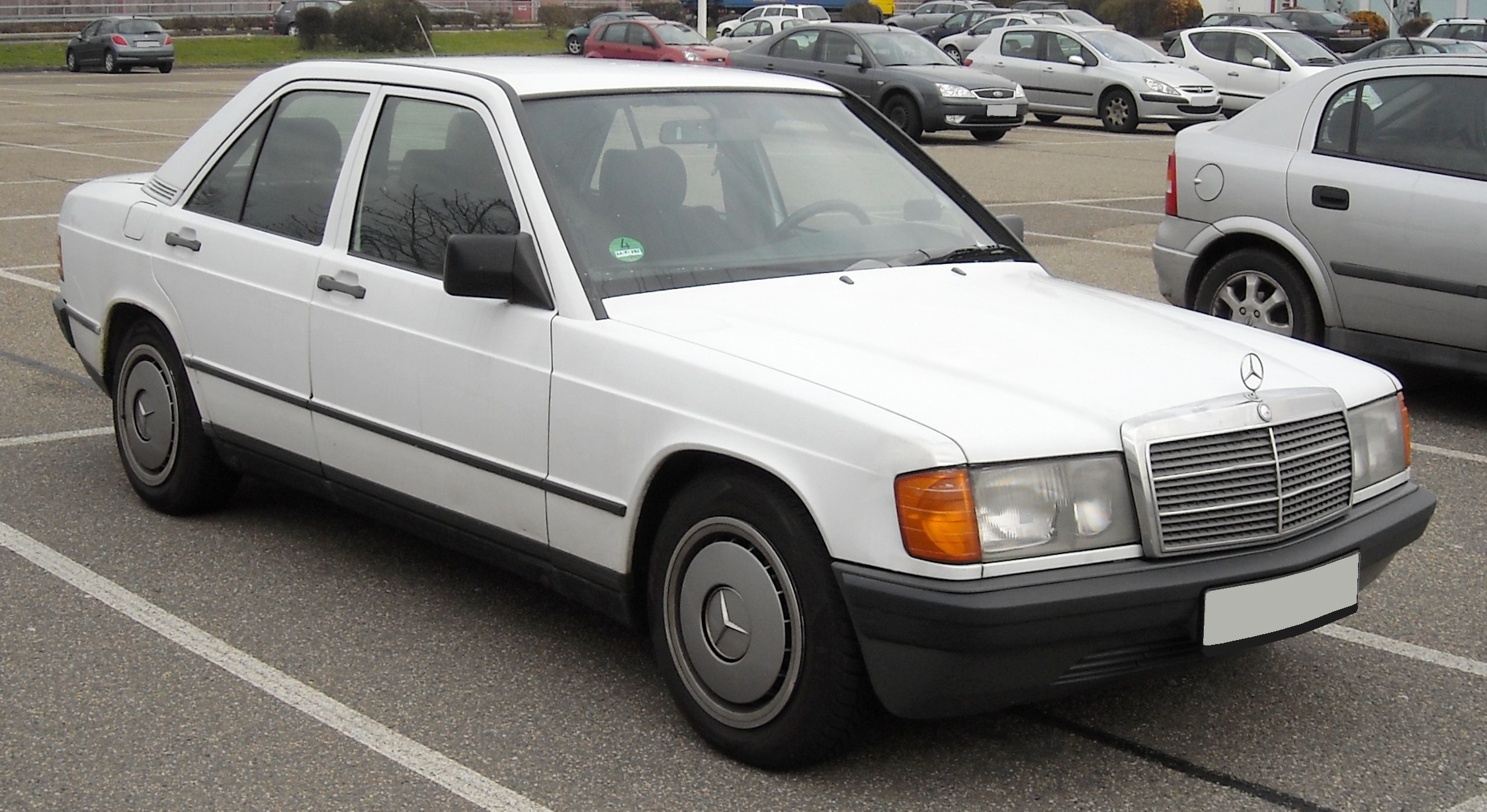
190 E (Frontansicht, Ausführung für den europäischen Markt, Vorfaceliftmodell)
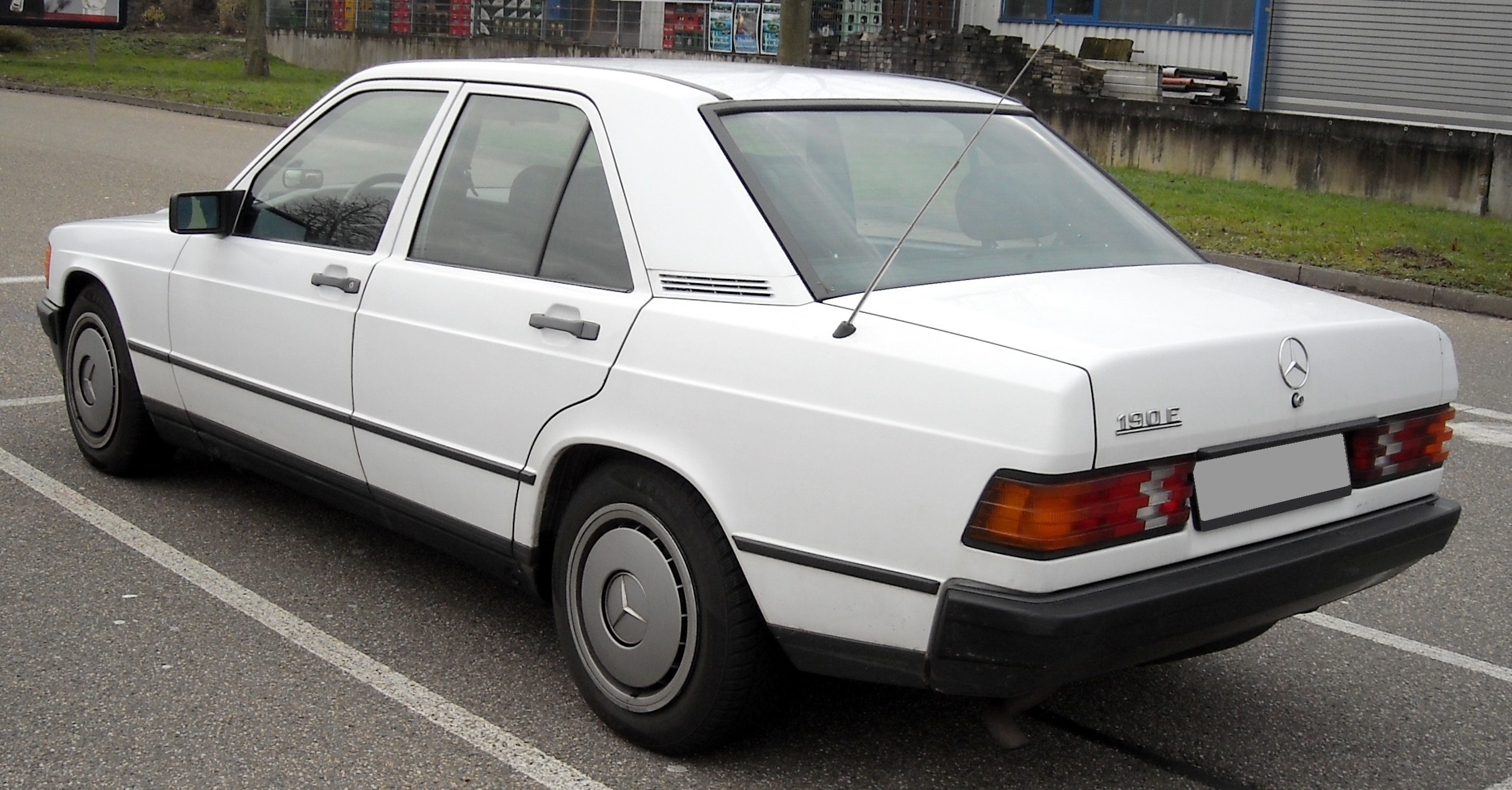
190 E (Heckansicht, Ausführung für den europäischen Markt, Vorfaceliftmodell)
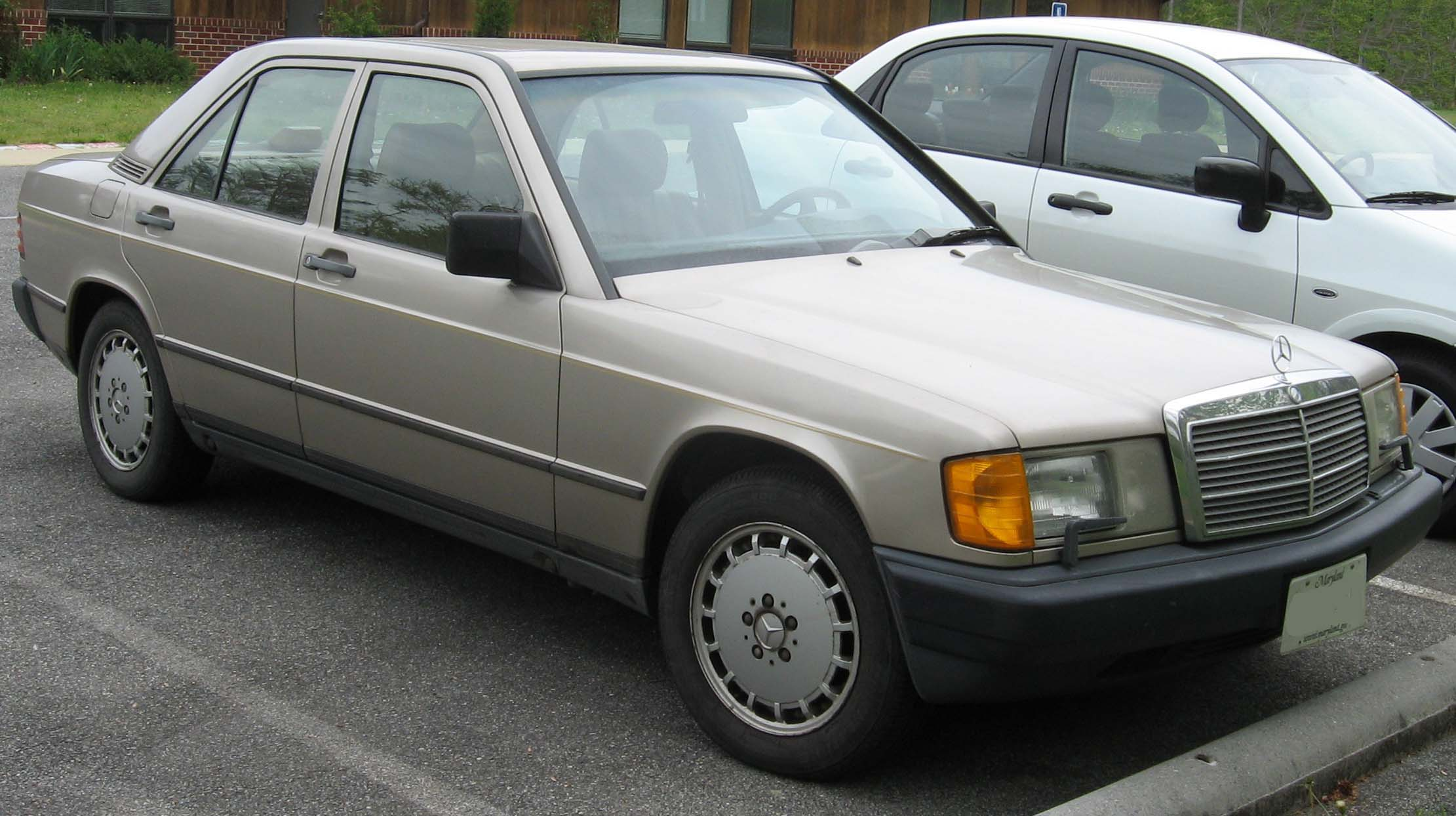
190 E-2.3 (Frontansicht, Ausführung für den nordamerikanischen Markt, Vorfaceliftmodell)
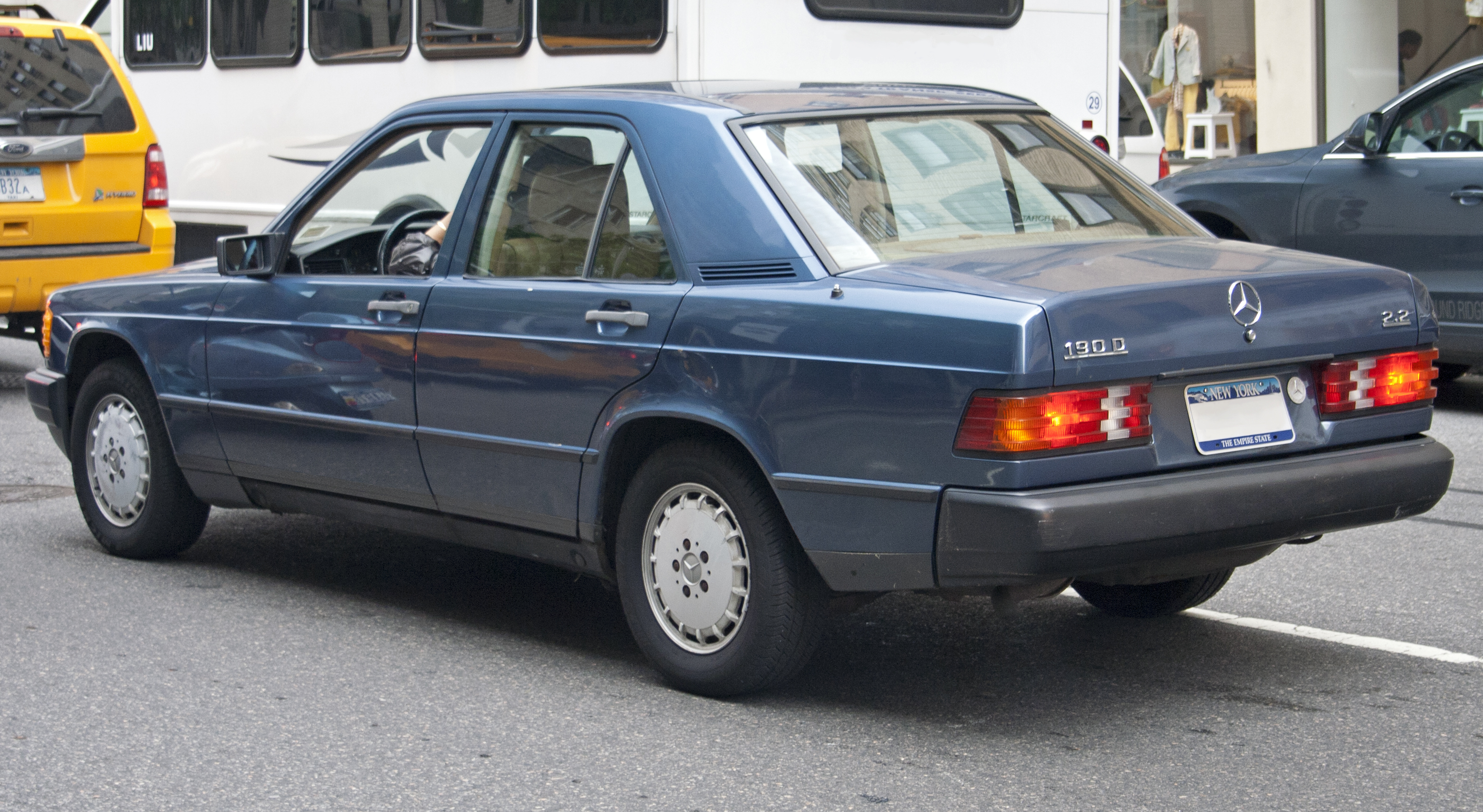
190 D 2.2 (Heckansicht, Ausführung für den nordamerikanischen Markt, Vorfaceliftmodell)
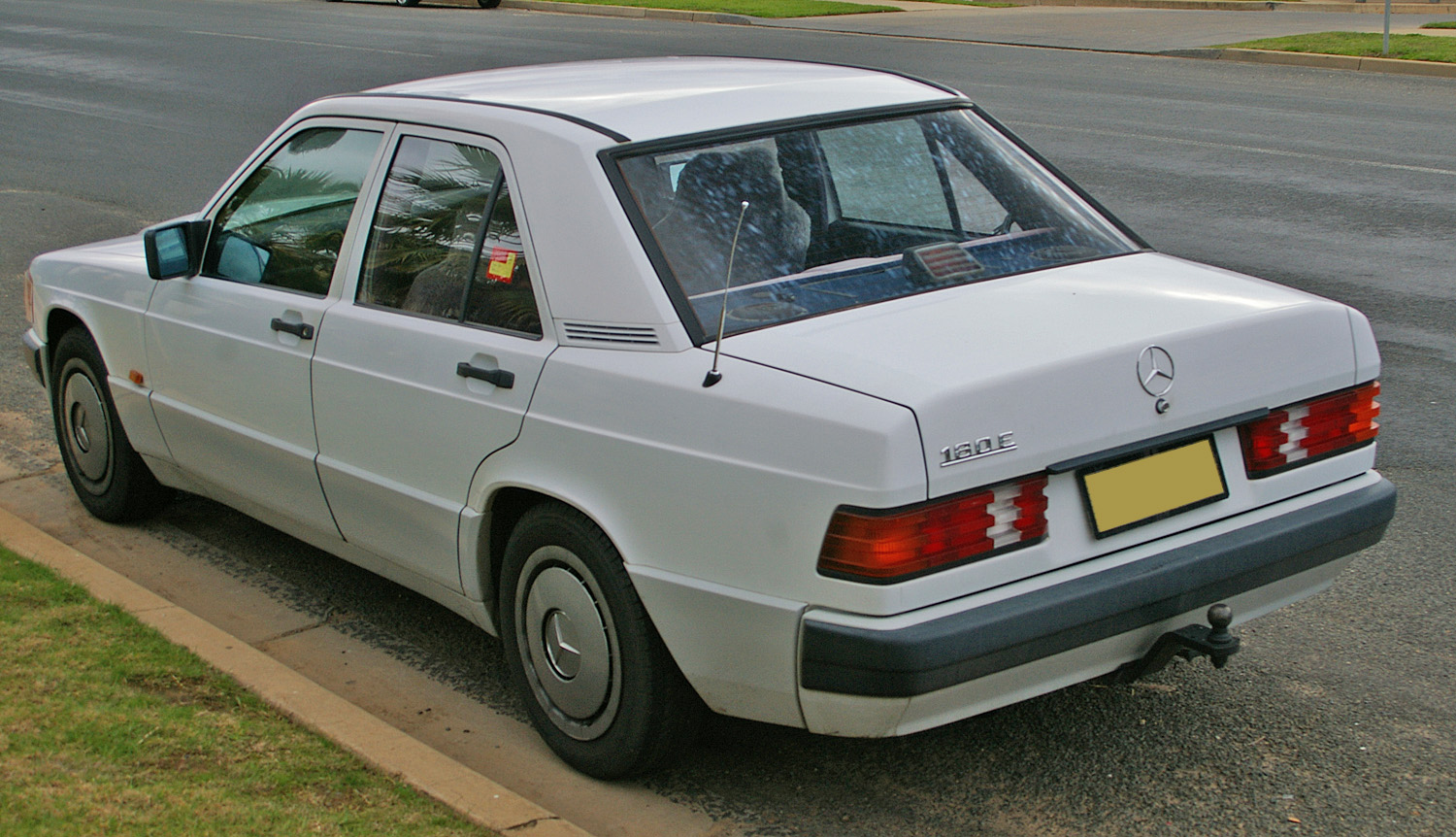
180 E (Heckansicht, Ausführung für den australischen Markt, Faceliftmodell)
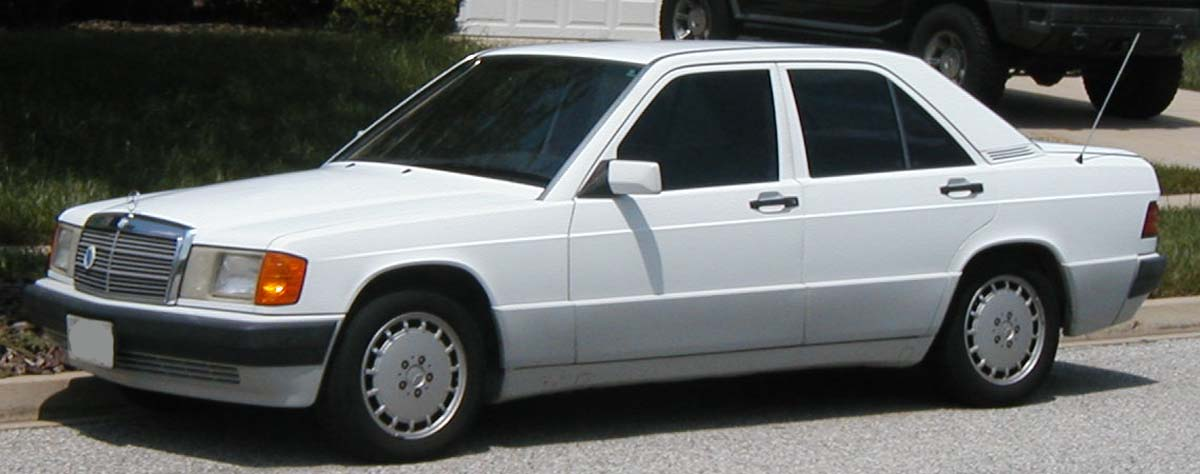
190 (Frontansicht, Ausführung für den nordamerikanischen Markt, Faceliftmodell)
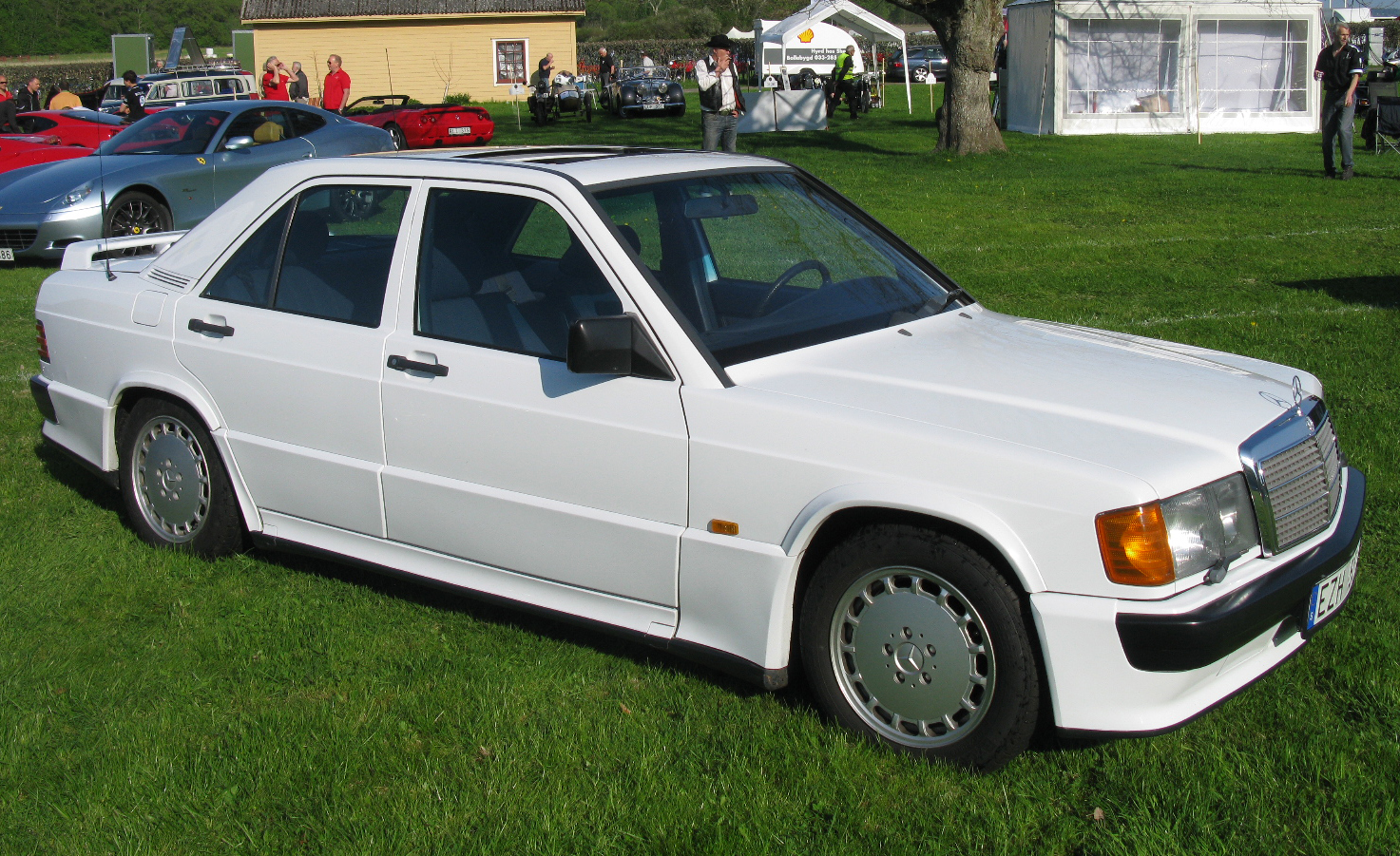
190 E 2.3-16 (Frontansicht, Ausführung für den nordamerikanischen Markt, Faceliftmodell)
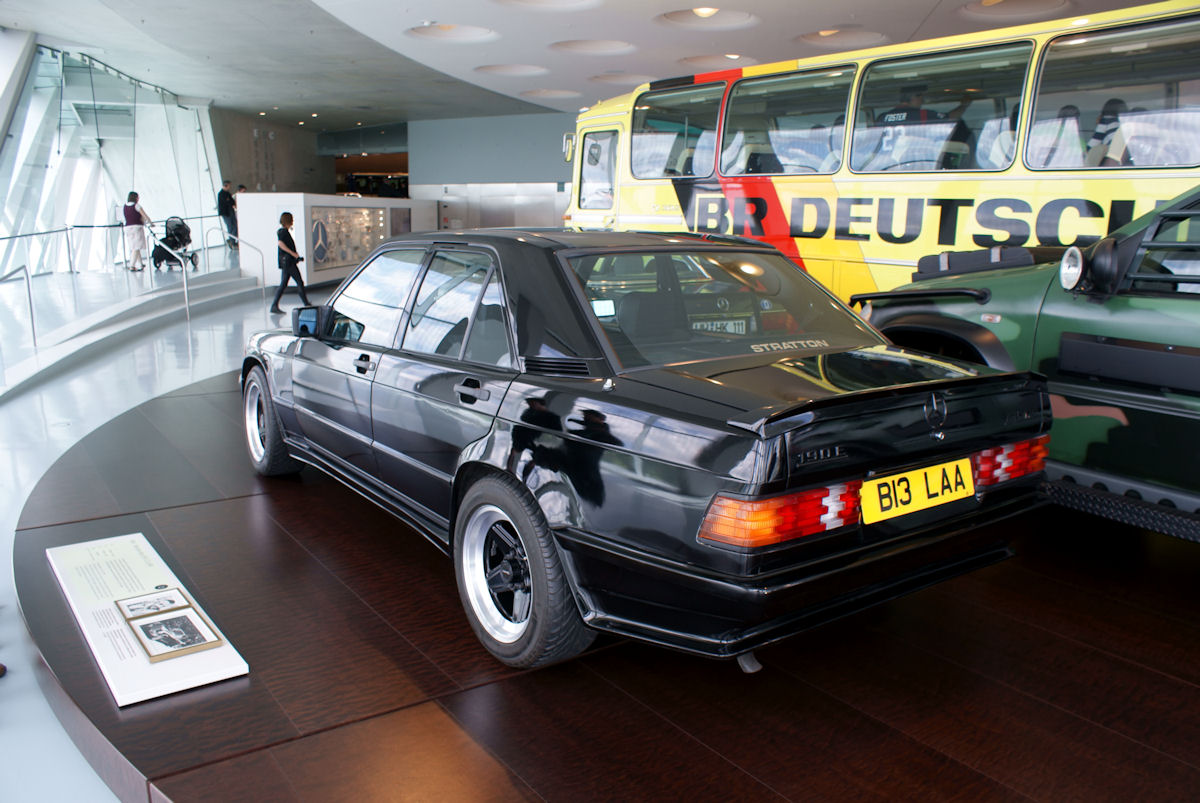
190 E 2.3 AMG (1984, Heckansicht)
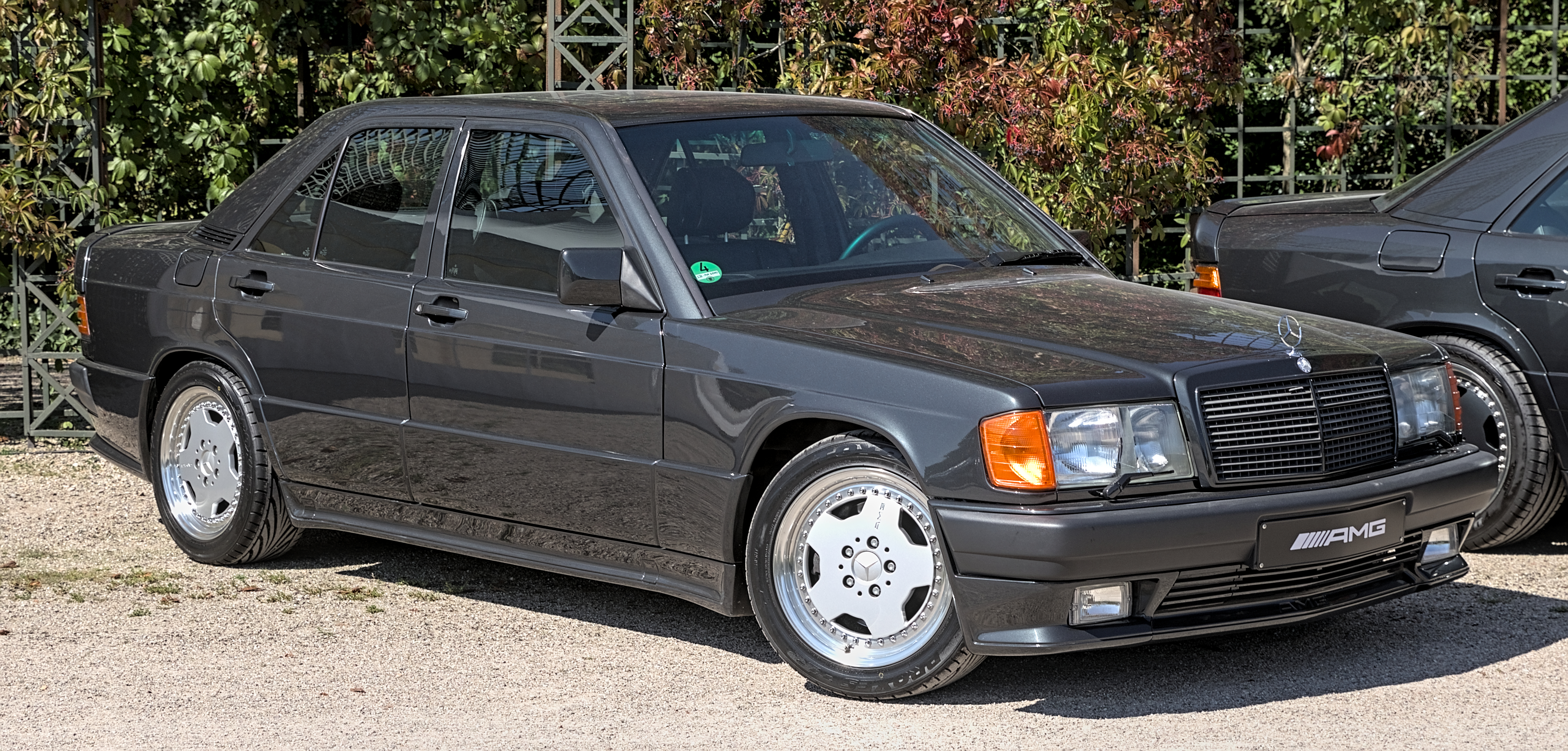
190 E 3.2 AMG (1992)

### Technik
Die Raumlenker-Hinterachse des W 201 hat pro Rad fünf Lenker, die am Achsschenkel und am hinteren Fahrschemel der Karosserie an jeweils einem Gummilager gehalten werden. Jeder dieser Lenker nimmt dem Achsschenkel einen der sechs Freiheitsgrade der Bewegung eines Körpers im Raum, so dass genau ein Freiheitsgrad für die Ein- und Ausfederung bleibt. Schraubenfeder und Dämpfer wirken auf einen der unteren Lenker. Diese Konstruktion bietet gegenüber konventionellen Achsen mehr Möglichkeiten, Sturz und Vorspur abhängig von der Einfederung und den wirkenden Kräften (Elastokinematik) festzulegen und das Rad trotzdem komfortabel in Längs- und Querrichtung weich aufzuhängen. Dabei ist sie kompakter als die vorher verwendete Schräglenkerachse und um ein Viertel leichter. Entwickelt wurde die „Stängelesachse“ von Manfred von der Ohe.
Die Vorderachse ist eine vergleichsweise einfache Dämpferbeinachse mit einem Dreiecksquerlenker, auf den die Schraubenfeder wirkt. Beide Achsen haben einen Drehstab-Stabilisator.
Statt der Mercedes-typischen Fußfeststellbremse gibt es einen „normalen“ Handbremshebel auf der Mittelkonsole, weil im engen Fußraum für ein Feststell-Pedal kein Platz ist. Neu ist auch der Einarmwischer, der ab Herbst 1984 mit einer speziellen Hubtechnik ausgestattet wurde und damit eine größere Fläche abdeckte – nach Angaben der Mercedes-Benz AG bis zu 86 % der Scheibe. Er wurde auch in der im November 1984 eingeführten Baureihe 124, im Nachfolgemodell Baureihe 202 und weiteren späteren Modellen verwendet sowie bis heute in Modellen der Supersportwagenmanufaktur Koenigsegg eingebaut.
Zunächst wurden die Modelle als 190 und 190 E (mit dem Ottomotor M 102) angeboten; ab Herbst 1983 ergänzte die 53 kW (72 PS) starke Dieselvariante 190 D (OM 601) und die Sportversion 190 E 2.3-16 (M 102 mit vier Ventilen je Zylinder und 136 kW (185 PS)) das Programm. Ab 1985 wurden weitere Modelle angeboten, der 190 D 2.5 (OM 602) mit 66 kW (90 PS), der 190 E 2.3 mit 100 kW (136 PS) und der 190 E 2.6 mit einem 122 kW (166 PS) starken Sechszylinder-Reihenmotor (M 103). Später wurde der 190 D 2.5 in einer auf 90 kW (122 PS) verstärkten Turboversion, zunächst serienmäßig mit Viergang-Automatikgetriebe, ausgeliefert. Exportmärkten vorbehalten war der 180 E. Auf dem Pariser Autosalon wurde 1986 die neue Generation von Sechzehnventilern vorgestellt. Das Modell 190 E 2.5-16 mit 143 kW (195 PS) macht sich auch als Evo-Renntourenwagen einen Namen.
Die 16-Ventil-Motoren entstammen einer Kooperation mit dem Motorenentwickler Cosworth und wurden auf einigen Märkten auch als 190 E 2.3-16 Cosworth angeboten. Das Tuningmodell 190 E 3.2 AMG mit 172 kW (234 PS) wurde ab 1992 ebenfalls über die Mercedes-Benz-Händler verkauft.

### Design
In den Grundzügen blieben die Proportionen des W 201 bis zum Modell Baureihe 203 erhalten. Beim Design mit dem relativ kurzen, hohen und sich verjüngenden Heck brach Mercedes radikal mit der bisherigen Tradition. Auch war der W 201 das erste Modell, bei dem Mercedes außer am Kühlergrill auf Chromschmuck verzichtete. Der Luftwiderstandsbeiwert (cw) liegt nach Angaben von Daimler-Benz von 1983 bei 0,33. Später nahm Mercedes in den Mittel- und Oberklassemodellen W 124 und W 140 Designelemente des W 201 auf.

#### Lacke, Polster und Variationen
Der W 201 war über seine dekadenlange Bauzeit regulär in 51 Farben erhältlich, die mit 10 verschiedenen Polster- und Lederfarben kombiniert werden konnten. Hinzu kamen die Lackierungen sowie Sonderpolster- und Lederfarben der Sondermodelle.
| Farbname       | Farbcode | Lackart  | '83 | '84 | '85 | '86 | '87 | '88 | '89 | '90 | '91 | '92 | '93 |
| -------------- | -------- | -------- | --- | --- | --- | --- | --- | --- | --- | --- | --- | --- | --- |
| Schwarz        | 040      | Standard |     |     |     |     |     |     |     |     |     |     |     |
| Blauschwarz    | 199      | Metallic |     |     |     |     |     |     |     |     |     |     |     |
| Classicweiß    | 737      | Standard |     |     |     |     |     |     |     |     |     |     |     |
| Arcticweiß     | 147      | Standard |     |     |     |     |     |     |     |     |     |     |     |
| Rosenholz      | 485      | Metallic |     |     |     |     |     |     |     |     |     |     |     |
| Signalrot      | 568      | Standard |     |     |     |     |     |     |     |     |     |     |     |
| Altrot         | 585      | Standard |     |     |     |     |     |     |     |     |     |     |     |
| Barolorot      | 540      | Standard |     |     |     |     |     |     |     |     |     |     |     |
| Orientrot      | 501      | Standard |     |     |     |     |     |     |     |     |     |     |     |
| Pajettrot      | 587      | Metallic |     |     |     |     |     |     |     |     |     |     |     |
| Almandinrot    | 512      | Metallic |     |     |     |     |     |     |     |     |     |     |     |
| Bornit         | 481      | Metallic |     |     |     |     |     |     |     |     |     |     |     |
| Braun          | 427      | Standard |     |     |     |     |     |     |     |     |     |     |     |
| Maroonbraun    | 459      | Standard |     |     |     |     |     |     |     |     |     |     |     |
| Manganbraun    | 480      | Metallic |     |     |     |     |     |     |     |     |     |     |     |
| Bisonbraun     | 432      | Metallic |     |     |     |     |     |     |     |     |     |     |     |
| Nutria         | 475      | Metallic |     |     |     |     |     |     |     |     |     |     |     |
| Champagner     | 473      | Metallic |     |     |     |     |     |     |     |     |     |     |     |
| Impala         | 441      | Metallic |     |     |     |     |     |     |     |     |     |     |     |
| Sandbeige      | 444      | Standard |     |     |     |     |     |     |     |     |     |     |     |
| Taigabeige     | 684      | Standard |     |     |     |     |     |     |     |     |     |     |     |
| Pueblobeige    | 651      | Standard |     |     |     |     |     |     |     |     |     |     |     |
| Hellelfenbein  | 623      | Standard |     |     |     |     |     |     |     |     |     |     |     |
| Weizengelb     | 681      | Standard |     |     |     |     |     |     |     |     |     |     |     |
| Hellocker      | 690      | Standard |     |     |     |     |     |     |     |     |     |     |     |
| Saharagelb     | 673      | Standard |     |     |     |     |     |     |     |     |     |     |     |
| Astralsilber   | 735      | Metallic |     |     |     |     |     |     |     |     |     |     |     |
| Brillantsilber | 744      | Metallic |     |     |     |     |     |     |     |     |     |     |     |
| Rauchsilber    | 702      | Metallic |     |     |     |     |     |     |     |     |     |     |     |
| Liasgrau       | 751      | Standard |     |     |     |     |     |     |     |     |     |     |     |
| Carraragrau    | 752      | Standard |     |     |     |     |     |     |     |     |     |     |     |
| Anthrazitgrau  | 172      | Metallic |     |     |     |     |     |     |     |     |     |     |     |
| Perlmuttgrau   | 122      | Metallic |     |     |     |     |     |     |     |     |     |     |     |
| Silberblau     | 930      | Metallic |     |     |     |     |     |     |     |     |     |     |     |
| Perlblau       | 348      | Metallic |     |     |     |     |     |     |     |     |     |     |     |
| Diamantblau    | 355      | Metallic |     |     |     |     |     |     |     |     |     |     |     |
| Labradorblau   | 312      | Standard |     |     |     |     |     |     |     |     |     |     |     |
| Nautikblau     | 929      | Metallic |     |     |     |     |     |     |     |     |     |     |     |
| Surfblau       | 900      | Standard |     |     |     |     |     |     |     |     |     |     |     |
| Lapisblau      | 932      | Metallic |     |     |     |     |     |     |     |     |     |     |     |
| Dunkelblau     | 904      | Standard |     |     |     |     |     |     |     |     |     |     |     |
| Petrol         | 877      | Metallic |     |     |     |     |     |     |     |     |     |     |     |
| Beryll         | 888      | Metallic |     |     |     |     |     |     |     |     |     |     |     |
| Silberdistel   | 881      | Metallic |     |     |     |     |     |     |     |     |     |     |     |
| Nelkengrün     | 261      | Metallic |     |     |     |     |     |     |     |     |     |     |     |
| Kristallgrün   | 256      | Metallic |     |     |     |     |     |     |     |     |     |     |     |
| Achatgrün      | 815      | Standard |     |     |     |     |     |     |     |     |     |     |     |
| Riedgrün       | 803      | Standard |     |     |     |     |     |     |     |     |     |     |     |
| Zypressengrün  | 876      | Metallic |     |     |     |     |     |     |     |     |     |     |     |
| Malachit       | 249      | Metallic |     |     |     |     |     |     |     |     |     |     |     |
| Nachtgrün      | 254      | Metallic |     |     |     |     |     |     |     |     |     |     |     |
| Eibengrün      | 822      | Standard |     |     |     |     |     |     |     |     |     |     |     |
| Farbname       | Farbcode | Lackart  | '83 | '84 | '85 | '86 | '87 | '88 | '89 | '90 | '91 | '92 | '93 |

### Änderungen und Geschichte im Detail

#### September 1983
Im September 1983 wurde der 190 D in Frankfurt auf der IAA vorgestellt. 53 kW (72 PS) leistet der komplett neu entwickelte 2 l-Dieselmotor, mit einer Spitzengeschwindigkeit von 165 km/h. Auch der 190 E 2.3-16 wurde auf dieser Messe angekündigt, ging aber erst ab Herbst 1984 in Serienproduktion.

#### Oktober 1984
- Durch Einführung eines hydraulischen Ventilspiel-Ausgleichs entfällt das Einstellen der Ventile.
- Der Keilriemen wurde durch einen breiteren Flachriemen (mit automatischer Nachspannvorrichtung) ersetzt.
- Hydraulisch gedämpfte Motorlager wurden verbaut.
- Leistungssteigerung des Vergasermotors auf 77 kW (105 PS)
- Alle Fahrzeuge wurden mit Kontrollleuchten für Motoröl, Kühlmittel und Scheibenwaschwasser ausgestattet.
- Gurtstraffer wurden serienmäßig an beiden Gurten vorne verbaut.
- Der Außenspiegel kann auf Wunsch beheizt werden[5]

#### Oktober 1988, Modellpflege 1 (MoPf 1)

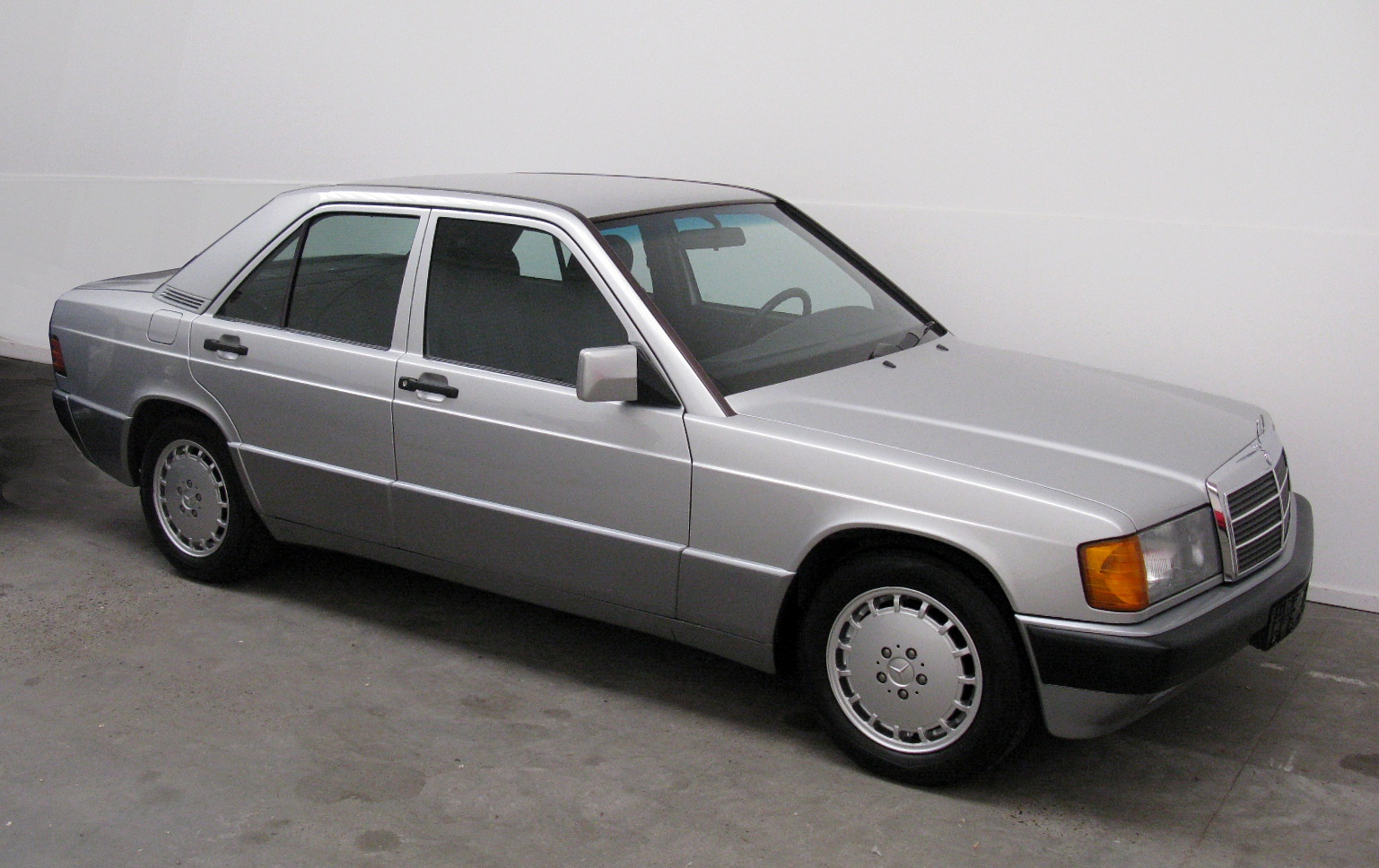
Modellgepflegte Version

Im September/Oktober 1988 wurden im Rahmen einer ersten großen Modellpflege folgende Änderungen vorgenommen:
- Neue lackierte Stoßfänger und Seitenplanken (sogenannte „Sacco-Bretter“)
- Neue Sitze mit Neigungsverstellung, neuer Polsterung und Schaumkern anstatt Federkern
- Gurte vorn höhenverstellbar
- Rechter Außenspiegel serienmäßig
- Elektrisch beheizbarer Außenspiegel, rechts elektrisch verstellbar
- Hämatitfarben eloxierte Fenstereinfassungen
- Die Hinterachse wurde etwas kürzer übersetzt, für mehr Kraft im 5. Gang
- Das Modell 190 E 2.3-16 wird durch den 190 E 2.5-16 ersetzt.

#### April 1990
Der 190 mit Vergaser wird durch den 190 E 1.8 ersetzt, der Tempomat ist als Sonderausstattung nun auch für Schaltgetriebe lieferbar. Der 190 E wird nun als 190 E 2.0 bezeichnet.

#### Januar 1991, Modellpflege 2 (MoPf 2)
Im Frühjahr 1991 wurde eine zweite Modellpflege durchgeführt:
- Die Auspuffanlage des 190 E 2.0 und 2.3 wurde widerstandsärmer aufgebaut, wodurch beide Varianten die durch den Katalysator verlorenen 3 kW (4 PS) zurückerhielten. Sie leisteten nun wieder 90 (122) und 100 kW (136 PS).
- Das Antiblockiersystem (ABS) ist serienmäßig, außer beim 190 E 1.8 (bei letzteren serienmäßig ab Oktober 1992)[7]

### Sondermodelle

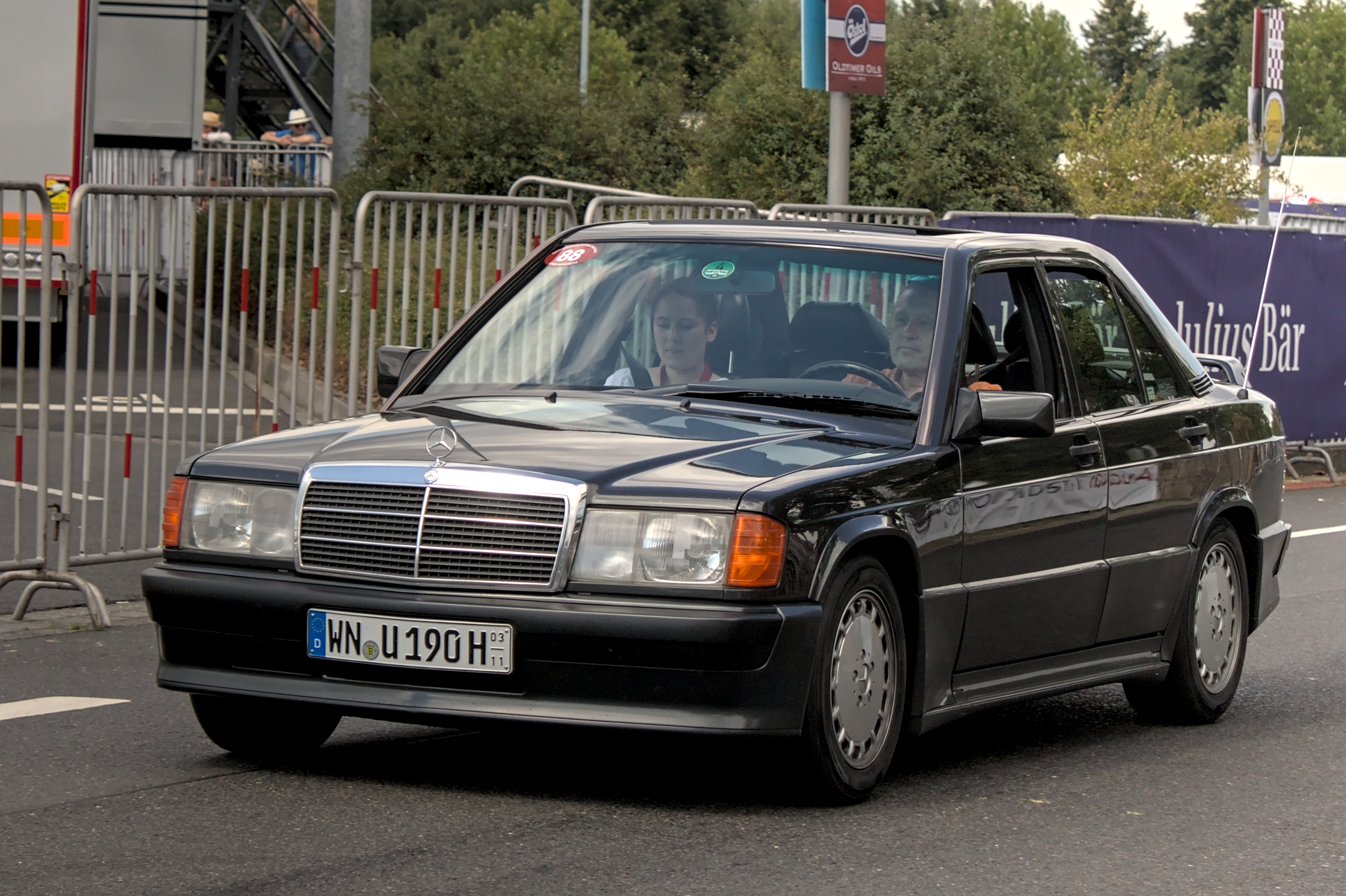
190 E 2.5-16

1992 gab es die Sondermodellreihe Avantgarde. Die Reihe bestand aus drei Modellen (mit den Namen: Azzurro, Rosso und Verde), die in limitierter Stückzahl verkauft wurden. Die Modelle hatten zum einen jeweils eine besondere Ton-in-Ton-Metalliclackierung und zum anderen eine auffällige Innenausstattung. Der Schriftzug Avantgarde befindet sich bei allen Modellen rechts auf dem Handschuhfachdeckel.
Ab März 1989, wurde erstmals eine Sportline-Version eingeführt. Diese unterscheiden sich von anderen Modellen durch ein 22 mm tieferes Fahrwerk, Sportsitzen mit Karo-Design (Leder bzw. Stoff), breitere Reifen, direktere Lenkung, einem Lederlenkrad in sportlichem Design und „Sportline“-Emblemen auf dem Schaltknauf und auf den Kotflügelbeplankungen. Außerdem konnte man zwischen 15- und 8-Loch Felgen wählen. Anlässlich des Erfolgs von Mercedes-Benz bei der DTM 1992 wurden 1.8l und 2.3l Sportline-Modelle hergestellt, die im hinteren Dreiecksfenster einen entsprechenden Aufkleber mit dem Schriftzug „DTM´92“ trugen. Diese Fahrzeuge waren serienmäßig alle (auch 1.8er) mit Zentralverriegelung, ABS und einem Fahrerairbag ausgestattet.
- 190 E 2.3 Azzurro (blau), ca. 950 Stück
- 190 E 1.8 Rosso (rot), ca. 2300 Stück (Davon nur ca. 600 bis 900 Stück mit 4-Gang-Automatikgetriebe, davon einige mit Klimaanlage)[9]
- 190 D 2.5 Verde (grün), ca. 750 Stück

Weitere Sondermodelle:

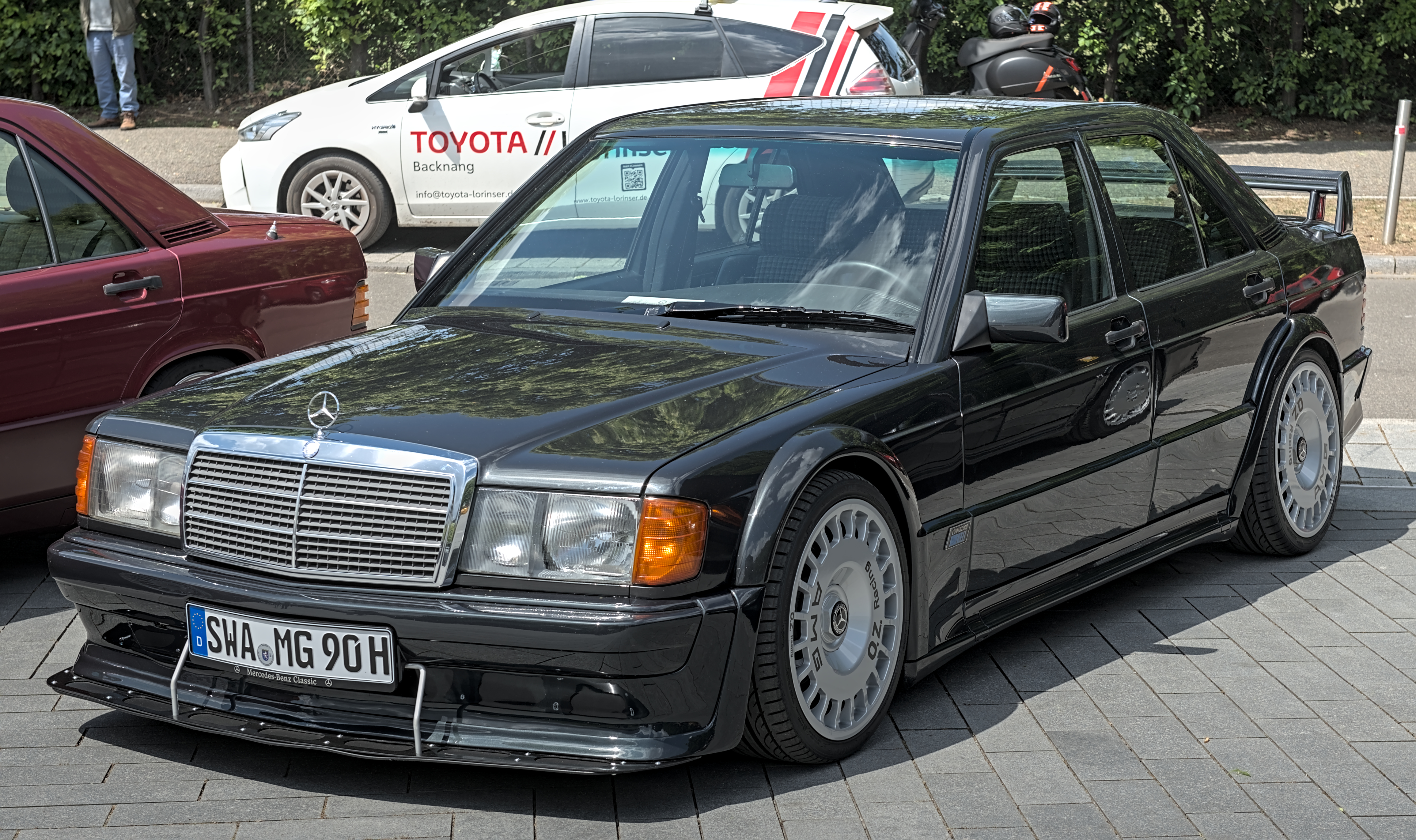
190 E 2.0 mit Evo-I-style-bodykit

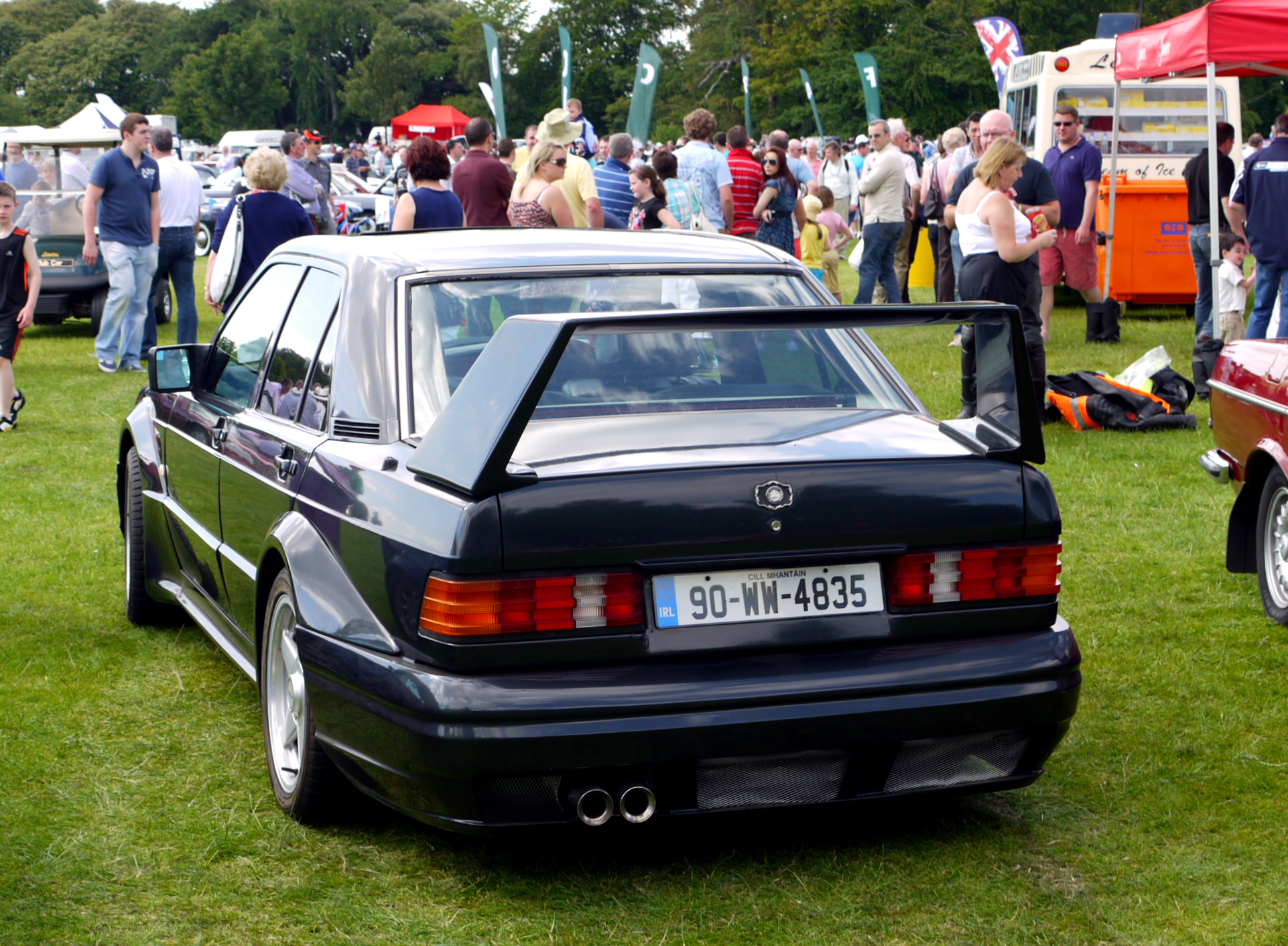
190 E 2.0 mit Evo-II-style-bodykit

- 190 E 2.5-16 Evolution, 1989, 502 Stück, Blauschwarzmetallic
- 190 E 2.5-16 Evolution II, 1990, 502 Stück, Blauschwarzmetallic
- Berlin 2000, 190 E 1.8/2.3/3.2 AMG, 1992, 190 Stück
- DTM '92, 190 E 1.8/2.3, 1992, Brillantsilber- oder Blauschwarzmetallic
- 190 E 3.2 AMG, ab 1992
- 190 E 1.8/2.3 Primavera, 1993, Grünmetallic der Avantgarde-Reihe (nur für die Schweiz gebaut)
- 190 Limited Edition 1,8/2,0, ab 1992, 1000 Stück, Samtblau, Brillantsilber, Burgunderrot (nur für den britischen und irischen Markt gebaut)
- 190 Limited Edition 2.3, 1993, 700 Stück, Smaragdgrün, 700 Stück 2,6 Schwarz (nur für den US-amerikanischen Markt gebaut)[10]

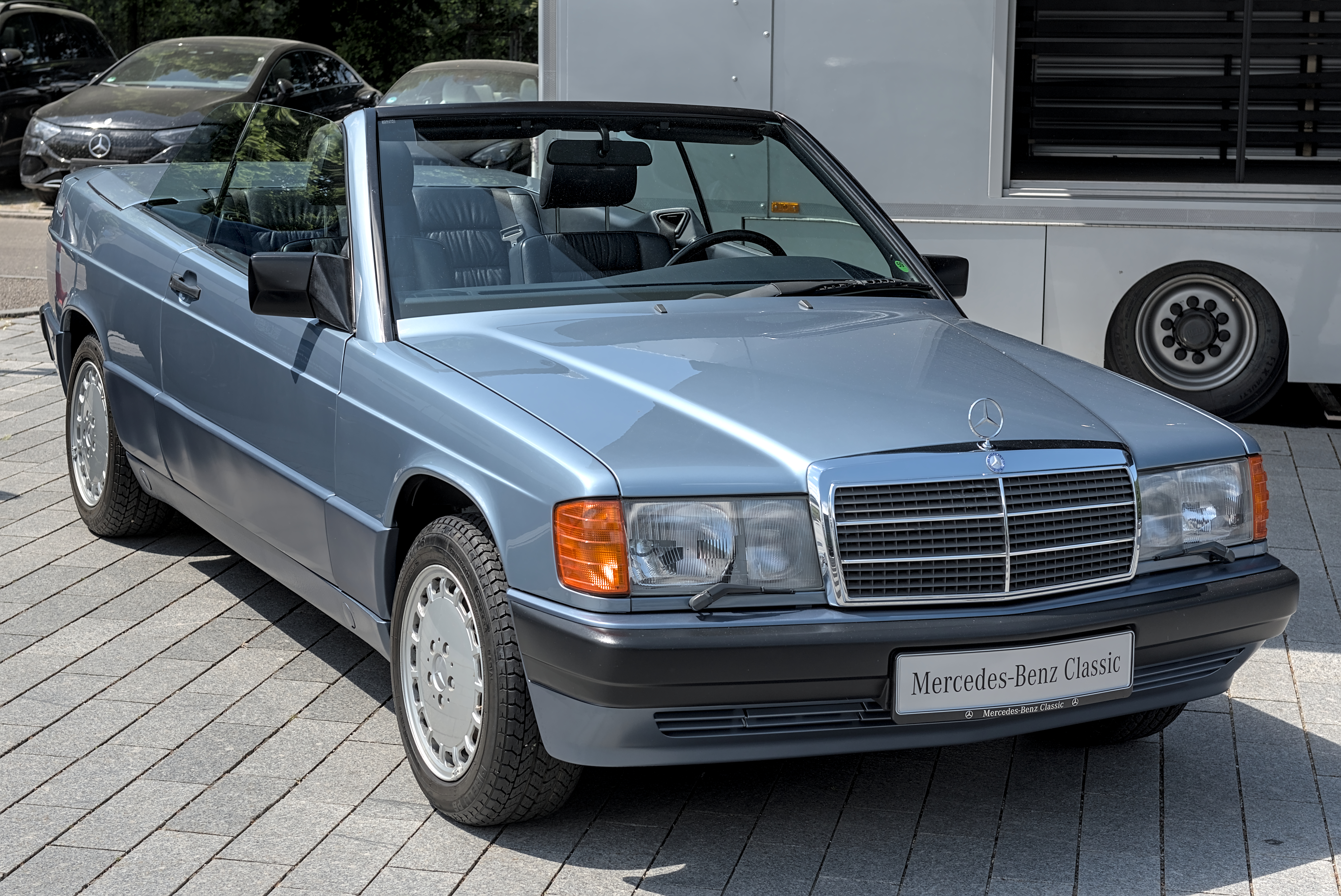
Prototyp eines Cabriolets (1990) auf Basis eines 190 E 2.6

1990 entsteht auf Basis eines E 2.6 der Prototyp eines Cabriolets. Eine Serienproduktion erfolgte nie, ab 1991 wurde aber von der Baureihe 124 ein Cabrio gebaut.

## Motoren

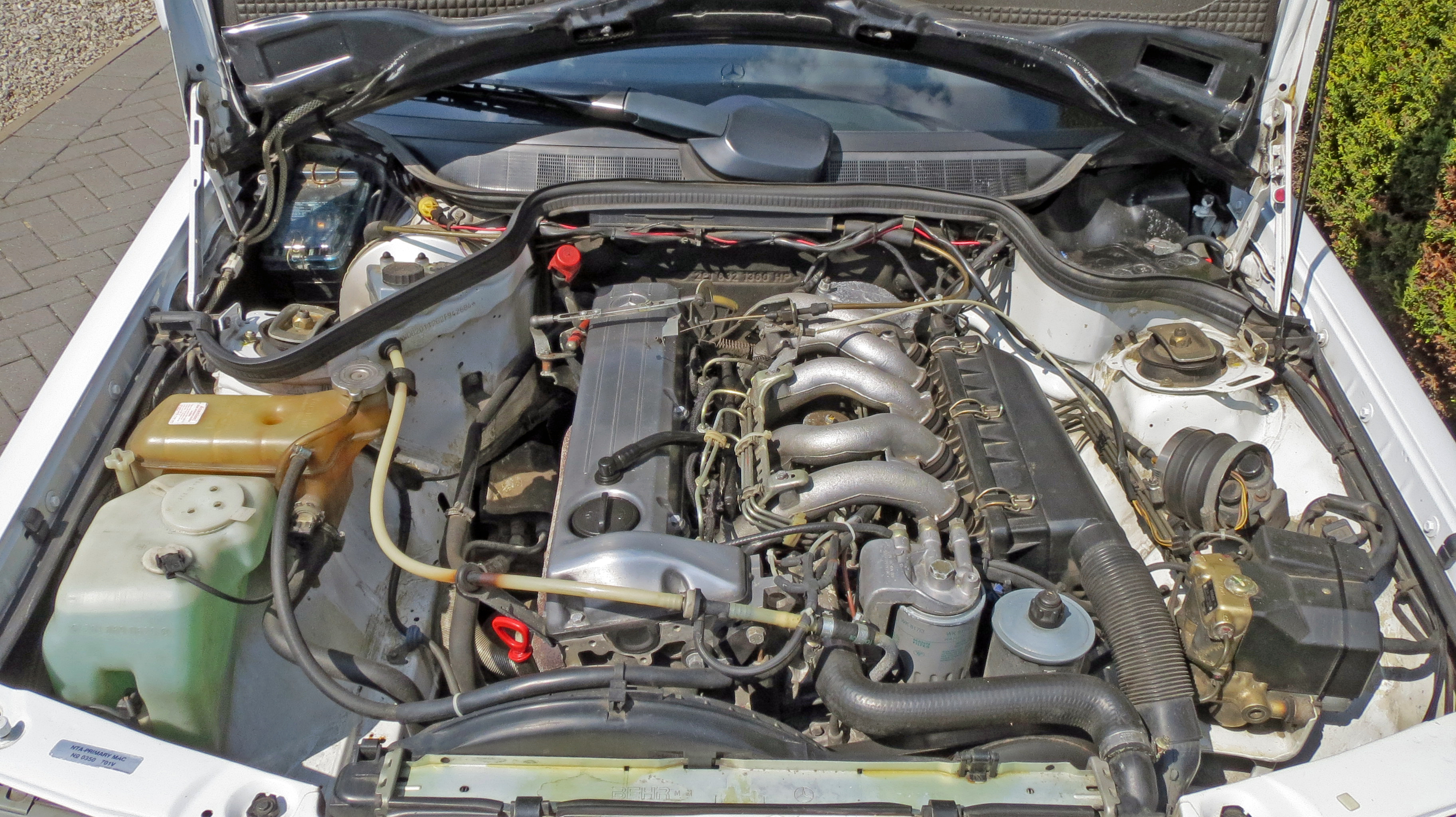
Motor OM 602 im 190 D 2.5

Einige Jahre bot Mercedes-Benz sowohl Modelle mit Katalysator (KAT) als auch ohne an. Bei den Modellen ohne Katalysator waren die RÜF-Modelle („Rückrüstungsfahrzeug“) für die spätere Nachrüstung eines Katalysators vorbereitet, die ECE-Modelle nicht. Die Versionen ohne Katalysator hatten eine etwas höhere Leistung. Das durch Einführung des Katalysators entstandene Leistungsdefizit der 190 E 2.0- und 2.3-Modelle wurde ab 1991 durch Verwendung der Auspuffanlage des 190 E 2.6 ausgeglichen. Die Leistung stieg beim 2.0 von 87 (118) auf 90 kW (122 PS) und beim 2.3 von 97 (132) auf 100 kW (136 PS).
| Modell                          | Bauzeit         | Motortyp       | Hubraum [cm³] | Bohrung × Hub [mm] | Ventile pro Zylinder | Verdichtung  | Leistung [kW (PS)] bei Drehzahl [1/min] | Drehmoment [Nm] bei Drehzahl [1/min] | Bemerkungen                       |
| Vierzylinder                    | Vierzylinder    | Vierzylinder   | Vierzylinder  | Vierzylinder       | Vierzylinder         | Vierzylinder | Vierzylinder                            | Vierzylinder                         | Vierzylinder                      |
| ------------------------------- | --------------- | -------------- | ------------- | ------------------ | -------------------- | ------------ | --------------------------------------- | ------------------------------------ | --------------------------------- |
| 190                             | 1982–1984       | M 102          | 1997          | 89 × 80,25         | 2                    | 9,0:1        | 66 (90) bei 5000                        | 165 bei 2500                         | nicht für E10-Kraftstoff geeignet |
| 190                             | 1984–1988       | M 102          | 1997          | 89 × 80,25         | 2                    | 9,1:1        | 77 (105) bei 5200                       | 170 bei 2500                         | nicht für E10-Kraftstoff geeignet |
| 190 (RÜF)                       | 1985–1988       | M 102          | 1997          | 89 × 80,25         | 2                    | 9,1:1        | 77 (105) bei 5500                       | 165 bei 3000                         | nicht für E10-Kraftstoff geeignet |
| 190 (KAT)                       | 1985–1990       | M 102          | 1997          | 89 × 80,25         | 2                    | 9,1:1        | 75 (102) bei 5500                       | 160 bei 3000                         | nicht für E10-Kraftstoff geeignet |
| 190 E                           | 1982–1988       | M 102          | 1997          | 89 × 80,25         | 2                    | 9,1:1        | 90 (122) bei 5100                       | 178 bei 3500                         | nicht für E10-Kraftstoff geeignet |
| 190 E (RÜF)                     | 1985–1988       | M 102          | 1997          | 89 × 80,25         | 2                    | 9,1:1        | 90 (122) bei 5100                       | 178 bei 3500                         | nicht für E10-Kraftstoff geeignet |
| 190 E (KAT)                     | 1985–1991       | M 102          | 1997          | 89 × 80,25         | 2                    | 9,1:1        | 87 (118) bei 5100                       | 172 bei 3500                         |                                   |
| 190 E 1.8                       | 1990–1993       | M 102          | 1797          | 89 × 72,2          | 2                    | 9,0:1        | 80 (109) bei 5500                       | 150 bei 3700                         |                                   |
| 190 E 2.0                       | 1991–1993       | M 102          | 1996          | 89 × 80,2          | 2                    | 9,1:1        | 90 (122) bei 5300                       | 175 bei 3500                         |                                   |
| 190 E 2.3                       | 1985–1988       | M 102          | 2299          | 95,5 × 80,25       | 2                    | 9,0:1        | 100 (136) bei 5100                      | 205 bei 3500                         | nicht für E10-Kraftstoff geeignet |
| 190 E 2.3 (RÜF)                 | 1985–1988       | M 102          | 2299          | 95,5 × 80,25       | 2                    | 9,0:1        | 100 (136) bei 5100                      | 205 bei 3500                         | nicht für E10-Kraftstoff geeignet |
| 190 E 2.3 (KAT)                 | 1985–1991       | M 102          | 2299          | 95,5 × 80,25       | 2                    | 9,0:1        | 97 (132) bei 5100                       | 198 bei 3500                         |                                   |
| 190 E 2.3                       | 1991–1993       | M 102          | 2298          | 95,5 × 80,2        | 2                    | 9:1          | 100 (136) bei 5200                      | 200 bei 3500                         |                                   |
| 190 E 2.3-16 (ECE)              | 1984–1988       | M 102          | 2299          | 95,5 × 80,25       | 4                    | 10,5:1       | 136 (185) bei 6200                      | 235 bei 4500                         | nicht für E10-Kraftstoff geeignet |
| 190 E 2.3-16 (RÜF)              | 1983–1984       | M 102          | 2299          | 95,5 × 80,25       | 4                    | 9,7:1        | 130 (177) bei 5800                      | 230 bei 4750                         | nicht für E10-Kraftstoff geeignet |
| 190 E 2.3-16 (KAT)              | 1982–1987       | M 102          | 2299          | 95,5 × 80,25       | 4                    | 9,2:1        | 125 (170) bei 5800                      | \|                                   |                                   |
| 190 E 2.5-16 (RÜF)              | 1987–1988       | M 102          | 2498          | 95,5 × 87,2        | 4                    | 9,7:1        | 150 (204) bei 6750                      | 240 bei 5000–5500                    | nicht für E10-Kraftstoff geeignet |
| 190 E 2.5-16 (KAT)              | 07/1988–06/1993 | M 102          | 2498          | 95,5 × 87,2        | 4                    | 9,7:1        | 143 (195) bei 6800                      | \|                                   |                                   |
| 190 E 2.5-16 Evolution (RÜF)    | 03/1989–05/1989 | M 102          | 2463          | 97,3 × 82,8        | 4                    | 9,7:1        | 150 (204) bei 6750                      | 240 bei 5000–5500                    | nicht für E10-Kraftstoff geeignet |
| 190 E 2.5-16 Evolution (KAT)    | 03/1989–05/1989 | M 102          | 2463          | 97,3 × 82,8        | 4                    | 9,7:1        | 143 (195) bei 6800                      | 235 bei 5000–5500                    |                                   |
| 190 E 2.5-16 Evolution II (KAT) | 05/1990–07/1990 | M 102          | 2463          | 97,3 × 82,8        | 4                    | 9,7:1        | 173 (235) bei 7200                      | 245 bei 5000–6000                    |                                   |
| Sechszylinder                   |                 |                |               |                    |                      |              |                                         |                                      |                                   |
| 190 E 2.6                       | 1985–1988       | M 103          | 2597          | 82,9 × 80,25       | 2                    | 9,2:1        | 122 (166) bei 5800                      | 228 bei 4600                         | nicht für E10-Kraftstoff geeignet |
| 190 E 2.6 (RÜF)                 | 1985–1988       | M 103          | 2597          | 82,9 × 80,25       | 2                    | 9,2:1        | 122 (166) bei 5800                      | 228 bei 4600                         | nicht für E10-Kraftstoff geeignet |
| 190 E 2.6 (KAT)                 | 1985–1992       | M 103          | 2597          | 82,9 × 80,25       | 2                    | 9,2:1        | 118 (160) bei 5800                      | 220 bei 4600                         |                                   |
| 190 E 3.2 AMG                   | 1992            | M 103.983 E 32 | 3206          | 90,0 × 84          | 2                    | 9,2:1        | 172 (234) bei 5750                      | 305 bei 4500                         | SA-Code 957                       |

| Modell          | Modellnummer | Bauzeit         | Motortyp     | Hubraum [cm³] | Bohrung × Hub [mm] | Verdichtung  | Leistung [kW (PS)]   | Drehmoment [Nm] bei Drehzahl [1/min] |
| Vierzylinder    | Vierzylinder | Vierzylinder    | Vierzylinder | Vierzylinder  | Vierzylinder       | Vierzylinder | Vierzylinder         | Vierzylinder                         |
| --------------- | ------------ | --------------- | ------------ | ------------- | ------------------ | ------------ | -------------------- | ------------------------------------ |
| 190 D           | 201.122      | 08/1983–05/1989 | OM 601.911   | 1997          | 87 × 84            | 22,0:1       | 53 (72) bei 4600     | 123 bei 2800                         |
| 190 D           | 201.122      | 06/1989–08/1993 | OM 601.911   | 1997          | 87 × 84            | 22,0:1       | 55 (75) bei 4600     | 126 bei 2700–3550                    |
| 190 D 2.2       | 201.122      | 11/1983–08/1985 | OM 601.921   | 2197          | 87 × 92,4          | 22,0:1       | 54 (73) bei 4200     | 130 bei 2800                         |
| Fünfzylinder    |              |                 |              |               |                    |              |                      |                                      |
| 190 D 2.5       | 201.126      | 09/1985–05/1989 | OM 602.911   | 2497          | 87 × 84            | 22,0:1       | 66 (90) bei 4600     | 154 bei 2800                         |
| 190 D 2.5       | 201.126      | 06/1989–08/1993 | OM 602.911   | 2497          | 87 × 84            | 22,0:1       | 69 (94) bei 4600 (1) | 158 bei 2600–3100 (1)                |
| 190 D 2.5 Turbo | 201.128      | 02/1986–08/1988 | OM 602.961   | 2497          | 87 × 84            | 22,0:1       | 90 (122) bei 4600    | 225 bei 2400                         |
| 190 D 2.5 Turbo | 201.128      | 09/1988–08/1993 | OM 602.961   | 2497          | 87 × 84            | 22,0:1       | 93 (126) bei 4600    | 231 bei 2400                         |

## Mercedes-Benz 190 DTM-Versionen

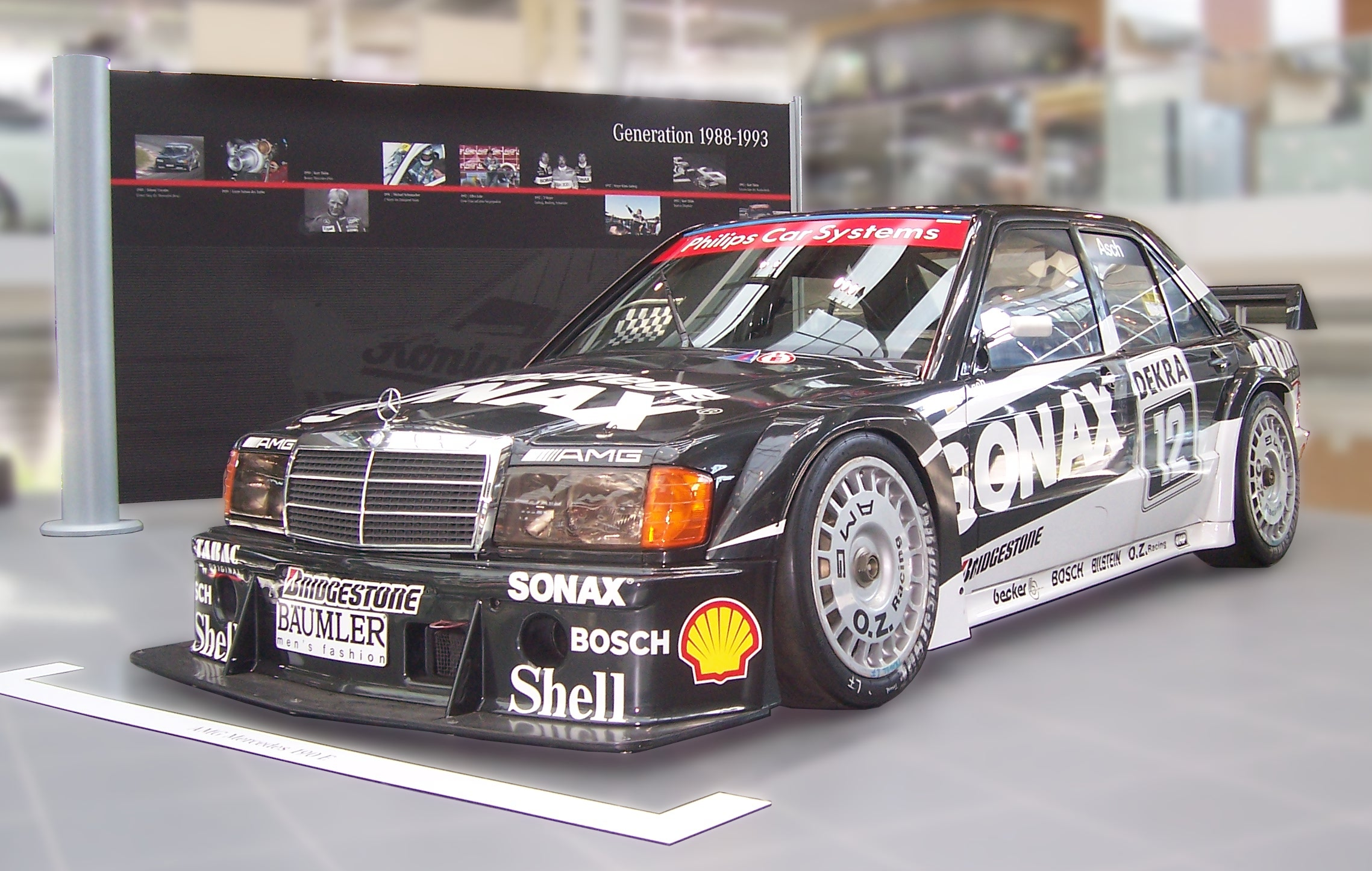
190 E Klasse 1 DTM-Version 1993

Ein großer Erfolg gelang mit dem Mercedes-Benz 190 E 2.5-16 in der Rennsaison 1992: Er gewann 16 von 24 Rennen der Deutschen Tourenwagen-Meisterschaft (DTM) und belegte in der Endabrechnung die Plätze eins bis drei. Kein anderes Auto sammelte bis dato in einer DTM-Saison mehr Siege, mehr Punkte, mehr Trainingsbestzeiten, mehr schnellste Runden und mehr Führungskilometer als die von Mercedes-Benz-Haus-Tuner AMG vorbereiteten 190 E 2.5-16 in ihrer zweiten Evolutionsstufe (Kurzbezeichnung EVO II).
Der 2,5-Liter-Vierzylinder-Motor des Siegerwagens des Werkspiloten Klaus Ludwig leistet dank Vierventiltechnik und Motronic rund 272 kW (370 PS) bei 9500/min. Durch konsequente Gewichtseinsparung wiegt der EVO II fahrfertig lediglich 980 Kilogramm. Er beschleunigt in 4,5 Sekunden von 0 auf 100 km/h. Seine Kraft liefert er über ein geradeverzahntes Sechsgang-Getriebe an die Hinterachse mit mechanischer Differentialsperre. Geschaltet wird, ohne zu kuppeln, bei Vollgas. Der Zylinderkopf des Motors stammte von der britischen Firma Cosworth.

## Produktion

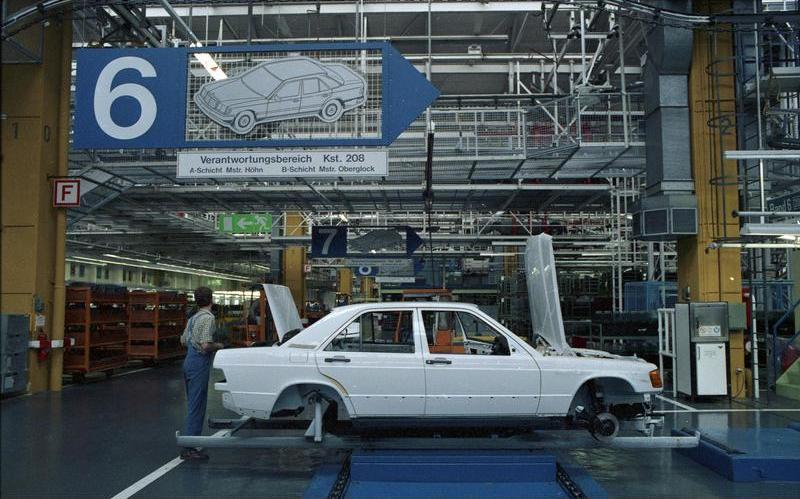
Fertigung des 190 im Daimler-Benz-Werk Stuttgart-Untertürkheim (1988)

Die Gesamtzahl aller produzierten Mercedes-Benz W 201 beläuft sich auf insgesamt ca. 1,9 Millionen Exemplare. Eine Besonderheit war, dass erstmals in der Geschichte von Daimler-Benz ein Modell an zwei Standorten gleichzeitig produziert wurde.
Genau 58 % der Fahrzeuge baute das Werk Bremen. Die anderen 42 % der Fahrzeuge wurden im Werk Sindelfingen hergestellt.
Etwa 53 % der gebauten Fahrzeuge wurde in Deutschland verkauft, nur jedes zehnte Fahrzeug in den USA. Dieses Verhältnis war bei Daimler-Benz ungewöhnlich niedrig, zumal die Impulse zur Entwicklung in erster Linie aus den USA stammten. Die meistgefragte Typen stellten der 190 E 2.0 (rund 34 %) und der 190 D (24 %) dar. Obwohl erst 1990 eingeführt, konnte der 190 E 1.8, womöglich durch sein gutes Preis-Leistungs-Verhältnis, in kurzer Zeit ein Drittel des Gesamtabsatzes für sich einnehmen.
Der letzte Mercedes-Benz W 201 wurde im August 1993 im Werk in Bremen gebaut und dem Mercedes-Benz Museum übergeben. Der Nachfolger des W 201 wurde 1993 die Baureihe 202 unter der Bezeichnung „C-Klasse“.
| Gesamtstückzahl W 201             | Gesamtstückzahl W 201 |
| --------------------------------- | --------------------- |
| Insgesamt                         | 1.879.629 Stück       |
| Anteil Diesel-Versionen           | 33,6 %                |
| Anteil Sechszylinder-Versionen    | 5,6 %                 |
| Anteil Sechzehnventiler-Versionen | 1,4 %                 |
| Anteil Sondermodelle              | 0,4 %                 |

## Bestand in Deutschland
Aufgeführt ist der Bestand an Mercedes-Benz W 201 mit Erstzulassung ab 1990 und auswertbarer Fahrzeug-Identifizierungsnummer in Deutschland zum 1. Januar jedes Jahres seit 2003 laut Statistik des Kraftfahrt-Bundesamtes. Bis 2007 beinhaltete der Bestand neben der Anzahl der angemeldeten Fahrzeuge auch die Anzahl der vorübergehenden Stilllegungen. Seit 2008 enthält der Bestand lediglich den „fließenden Verkehr“ einschließlich der Saisonkennzeichen. Der Bestand zum 1. Januar 2007 wurde rückwirkend auf die neue Erfassungsmethode umgerechnet.
| Stichtag    | 1.1.2003 | 1.1.2004 | 1.1.2005 | 1.1.2006 | 1.1.2007 |
| ----------- | -------- | -------- | -------- | -------- | -------- |
| Anzahl      | 202.183  | 192.448  | 179.371  | 164.639  | 149.815  |
| Veränderung |          | −4,8 %   | −6,8 %   | −8,2 %   | −9,0 %   |
| Quelle      | [ 18 ]   | [ 19 ]   | [ 20 ]   | [ 21 ]   | [ 22 ]   |

| Stichtag    | 1.1.2007 | 1.1.2008 | 1.1.2009 | 1.1.2010 | 1.1.2011 | 1.1.2012 | 1.1.2013 | 1.1.2014 | 1.1.2015 | 1.1.2016 | 1.1.2017 | 1.1.2018 | 1.1.2019 | 1.1.2020 |
| ----------- | -------- | -------- | -------- | -------- | -------- | -------- | -------- | -------- | -------- | -------- | -------- | -------- | -------- | -------- |
| Anzahl      | 128.582  | 114.098  | 102.007  | 86.954   | 78.819   | 71.005   | 63.299   | 56.281   | 50.574   | 45.907   | 41.966   | 38.512   | 35.698   | 33.149   |
| Veränderung |          | −11,3 %  | −10,6 %  | −14,8 %  | −9,4 %   | −9,9 %   | −10,9 %  | −11,1 %  | −10,1 %  | −9,2 %   | −8,6 %   | −8,2 %   | −7,3 %   | −7,1 %   |
| Quelle      | [ 23 ]   | [ 23 ]   | [ 24 ]   | [ 25 ]   | [ 26 ]   | [ 27 ]   | [ 28 ]   | [ 29 ]   | [ 30 ]   | [ 31 ]   | [ 32 ]   | [ 33 ]   | [ 34 ]   | [ 35 ]   |

Insgesamt lag der Bestand an Mercedes-Benz W 201 am 1. Januar 2002 in Deutschland bei rund 518.500 Fahrzeugen. Mit knapp 100.000 Zulassungen am 1. Januar 2013 sei der Mercedes-Benz W 201 laut VDA hinter dem Mercedes-Benz W 124, dem Audi 80 B3/B4 und dem VW Golf II der vierthäufigste Youngtimer in Deutschland.
Nach dem Abschlussbericht des Bundesamtes für Wirtschaft und Ausfuhrkontrolle wurden 13.836 Mercedes-Benz W 201 im Zuge der sogenannten „Umweltprämie“ zwischen dem 27. Januar 2009 und dem 31. Juli 2010 verschrottet.
Am 7. Dezember 2012 erhielt der erste Mercedes-Benz W 201 ein H-Kennzeichen.

## Trivia
Die Fahrzeuge der Baureihe W 201 wurden gemeinhin als „Baby-Benz“ bezeichnet. Auch die Bezeichnung „Bauern-Benz“ war üblich, da insbesondere die Dieselvariante häufig von Landwirten wegen des vergünstigten Kraftstoffs gefahren wurde.
Um die Öffentlichkeit in die Irre zu führen, wurde der Erlkönig des W 201 von Mercedes-Benz Ushido getauft.

## Kaengsaeng 88
Im Jahre 1988 wurden von der Sungri-Motorenfabrik in Nordkorea die Modelle des Mercedes-Benz W 201 illegal und ohne Genehmigung der Daimler-Benz AG kopiert und in kleiner Stückzahl gefertigt. Einzelne importierte Originalfahrzeuge von Mercedes-Benz wurden vollständig demontiert und alle Komponenten nachgebaut. Die als Kaengsaeng 88 bezeichneten Fahrzeuge wiesen starke Verarbeitungsmängel auf. Das Modell trug alternativ die Bezeichnung Pyongyang 4.10.